# Agasaravalli, Belur
Agasaravalli là một làng thuộc tehsil Belur, huyện Hassan, bang Karnataka, Ấn Độ.